# Congrés Nacional Democràtic de Ghana
El Congrés Nacional Democràtic de Ghana (National Democratic Congress) és un partit polític de Ghana, fundat pel capità i president Jerry Rawlings, per competir a les eleccions de 1992, i va guanyar les eleccions de 1996. Com que no es podia presentar per a un altre mandat per prohibir-ho la constitució, el 2000 va designar candidat el seu vicepresident John Atta Mills, que va quedar segon en les eleccions del 2000 i 2004.